# 全宁府
全宁府，元朝中期的府。
元成宗大德元年（1297年）升全州置，治全宁县（今内蒙古自治区翁牛特旗）。七年升为全宁路。辖境约当今内蒙古自治区西拉木伦河以南、赤峰市阴河以北。
丰州 (头下军州)→全州→全宁府→全宁路